# Niklas Kaul
Niklas Kaul (né le 11 février 1998 à Mayence) est un athlète allemand, spécialiste des épreuves combinées, champion du monde du décathlon en 2019 à Doha et champion d'Europe en 2022 à Munich.

## Sa Biographie

### Carrière junior
Le 20 juillet 2016, il remporte le décathlon junior lors des Championnats du monde à Bydgoszcz avec un total de 8 162 points, record des championnats. Notamment au cours de cette compétition, il lance le javelot à 71,59 m, meilleure performance mondiale pour un décathlonien. 
En tant que cadet, son record est de 8 002 points, total obtenu pour remporter le titre lors des Championnats du monde d'athlétisme jeunesse 2015, également record des championnats.
L'année suivante, il décroche le titre européen de la même catégorie à Grosseto en battant le record du monde junior de Torsten Voss (8 397 pts en 1982) en réalisant 8 435 points.
Retenu dans la sélection allemande bien qu’il n’ait que la 4e marque, lors des Championnats d’Europe 2018, il établit son record personnel à 8 220 points, terminant 4e de la compétition gagnée par son compatriote Arthur Abele, à 70 points de la médaille de bronze de Vitali Zhuk.

### Champion du monde (2019)

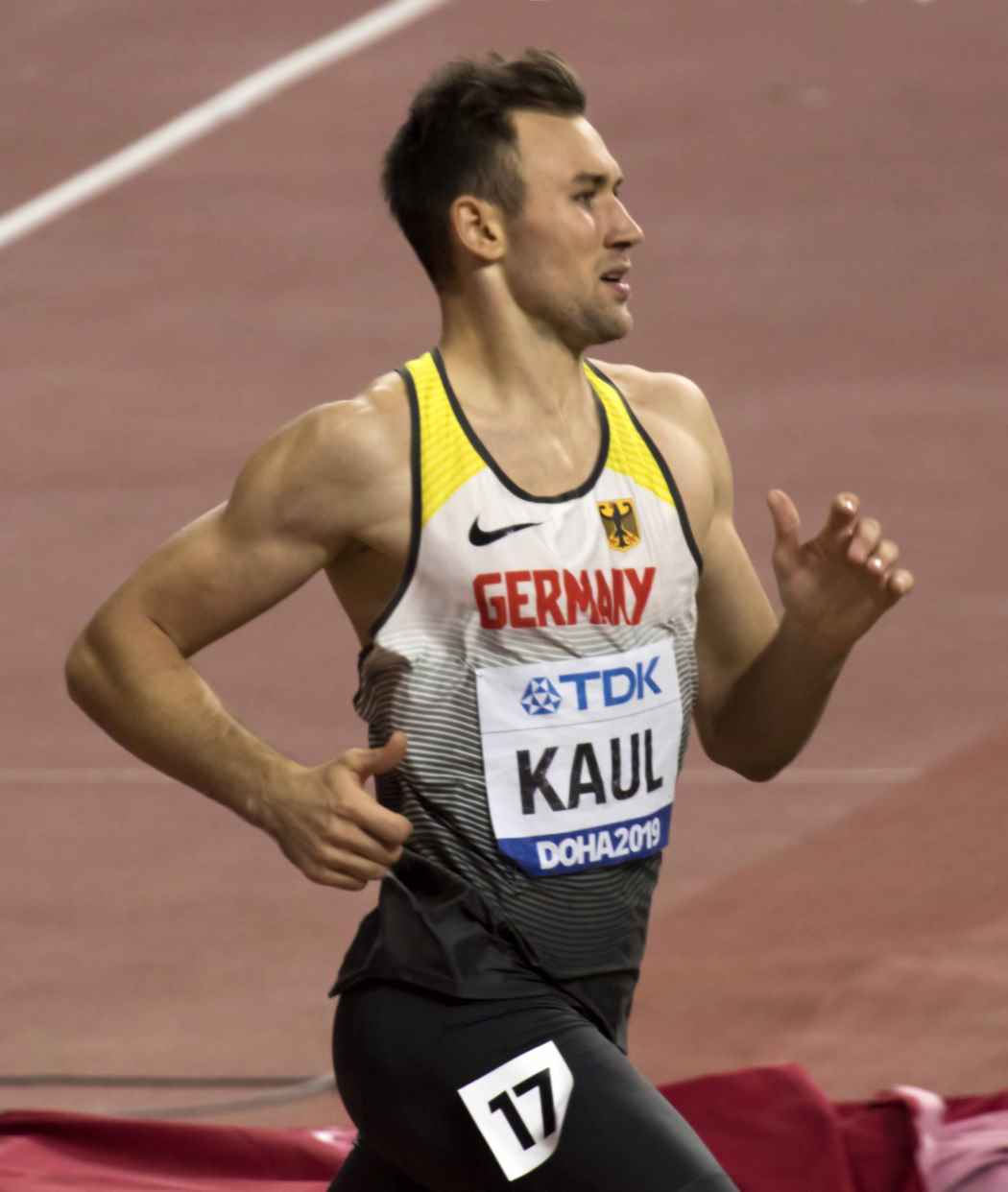
Niklas Kaul, Championnats du monde d'athlétisme 2019

Le 3 octobre 2019, il remporte les championnats du monde 2019 à Doha et devient à 21 ans le plus jeune champion du monde de la discipline. Auteur de 8 691 points, record d'Europe espoirs, il remonte tout au long de la seconde journée au classement pour finir en tête devant l'Estonien Maicel Uibo et le Canadien Damian Warner.

### Champion d'Europe (2022)
En 2022, Niklas Kaul se classe sixième du décathlon des championnats du monde à Eugene avec 8 434 pts. Aux championnats d'Europe de Munich, il occupe la 7e place du classement général au terme de la première journée, mais remonte ses adversaires lors de la deuxième journée en remportant notamment le lancer du javelot avec 76,05 m, record de l'épreuve lors de cette compétition, et le 1 500 m en 4 min 10 s 04, record personnel. Il totalise 8 545 pts et devance sur le podium le Suisse Simon Ehammer et l'Estonien Janek Õiglane.

## Palmarès
| Date | Compétition                   | Lieu      | Résultat | Épreuve   | Marque    |
| ---- | ----------------------------- | --------- | -------- | --------- | --------- |
| 2015 | Championnats du monde cadets  | Cali      | 2e       | Javelot   | 78,05 m   |
| 2015 | Championnats du monde cadets  | Cali      | 1er      | Décathlon | 8 002 pts |
| 2016 | Championnats du monde juniors | Bydgoszcz | 1er      | Décathlon | 8 162 pts |
| 2017 | Championnats d'Europe juniors | Grosseto  | 1er      | Décathlon | 8 435 pts |
| 2018 | Championnats d'Europe         | Berlin    | 4e       | Décathlon | 8 220 pts |
| 2019 | Hypo-Meeting                  | Götzis    | 4e       | Décathlon | 8 336 pts |
| 2019 | Championnats d'Europe espoirs | Gävle     | 1er      | Décathlon | 8 572 pts |
| 2019 | Championnats du monde         | Doha      | 1er      | Décathlon | 8 691 pts |
| 2022 | Championnats du monde         | Eugene    | 6e       | Décathlon | 8 434 pts |
| 2022 | Championnats d'Europe         | Munich    | 1er      | Décathlon | 8 545 pts |
| 2024 | Jeux olympiques               | Paris     | 8e       | Décathlon | 8 445 pts |

## Records

### Records personnels
| Épreuve           | Performance   | Lieu     | Date            |
| ----------------- | ------------- | -------- | --------------- |
| 100 mètres        | 11 s 16       | Munich   | 15 août 2022    |
| Saut en longueur  | 7,44 m        | Rome     | 10 juin 2024    |
| Lancer du poids   | 15,19 m       | Gävle    | 13 juillet 2019 |
| Saut en hauteur   | 2,11 m        | Tokyo    | 4 août 2021     |
| 400 mètres        | 47 s 87       | Munich   | 15 août 2022    |
| 110 mètres haies  | 14 s 17       | Mannheim | 20 mai 2024     |
| Lancer du disque  | 49,89 m       | Rome     | 11 juin 2024    |
| Saut à la perche  | 5,00 m        | Doha     | 3 octobre 2019  |
| Lancer du javelot | 79,05 m       | Doha     | 3 octobre 2019  |
| 1 500 mètres      | 4 min 10 s 04 | Munich   | 16 août 2022    |
| Décathlon         | 8 691 pts     | Doha     | 3 octobre 2019  |